# Кулаков, Владимир Пантелеевич
Влади́мир Пантеле́евич Кулако́в (бел. Уладзі́мір Панцяле́евіч Кулако́ў; 12 октября 1936, Шамши, Калининская область — 24 октября 2022, Витебск) — советский и белорусский государственный деятель, председатель Витебского областного исполнительного комитета (1984—1994). Почётный гражданин города Витебска (2019).

## Биография
Родился в Калининской (ныне Тверской) области.
Окончил Белорусский государственный институт народного хозяйства и Гродненский сельскохозяйственный институт.
Трудовую деятельность начал в 1957 году главным специалистом совхоза «Озерцы» Глубокского района.
С 1958 по 1964 год работал в сельскохозяйственных органах Гродненской области.
С 1964 по 1971 год был директором совхоза «Малое Можейково» Лидского района.
Затем работал в должности директора республиканского треста экспериментальных баз Министерства сельского хозяйства БССР.
С 1978 года — начальник республиканского объединения «Сортзернопром».
С 1981 года — первый заместитель министра плодоовощного хозяйства БССР.
В 1983 году избирается 1-м заместителем председателя Витебского облисполкома.
24 декабря 1984 года избирается председателем исполкома Витебского областного Совета народных депутатов. Находился на этой должности до ноября 1994 года.
С 21 октября 1999 по 5 марта 2007 года являлся председателем Витебского областного комитета природных ресурсов и охраны окружающей среды.
Умер 24 октября 2022 года.

## Награды и звания
- Орден Ленина
- Два Ордена Трудового Красного Знамени
- Заслуженный экономист Республики Беларусь
- Почётный гражданин города Витебска (2019).

## Память
- Памятник-бюст В. П. Кулакова на кладбище «Мазурино» в Витебске (2024).